# 延寿王院

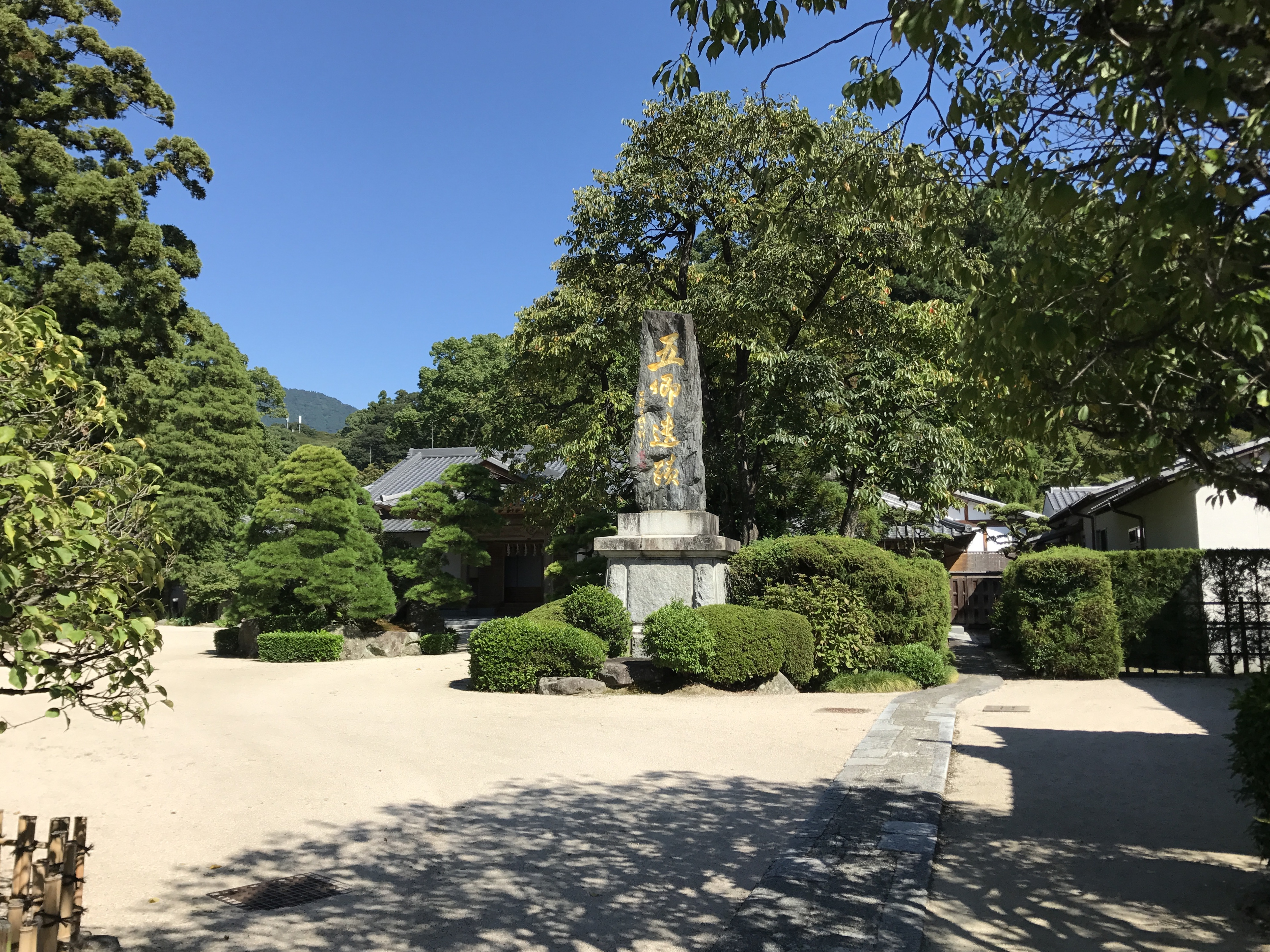
境内の「五卿遺跡」碑

延寿王院（えんじゅおういん）は、太宰府天満宮が安楽寺天満宮と呼ばれていたときの宿坊。現在は太宰府天満宮宮司、西高辻家の邸宅となっている。

## 概要
1754年（宝暦4年）桃園天皇より安楽寺延寿王院留守別当大鳥居に院号を下賜されてこの名称になった。邸の前には大きな門構えがあるが、1834年（天保5年）に棟上げされたものである。邸の周囲の塀は築地塀と呼ばれる五本線の横筋が入った土塀であり、これは高位の人物が住まう場所をあらわす。

## 歴史
1865年（慶応元年）2月には三条実美、三条西季知、東久世通禧、四条隆謌、壬生基修の五卿が3年に及んで滞在した。三条実美の滞在時には、西郷隆盛、高杉晋作、中岡慎太郎、田中光顕、土方久元、佐々木高行、大山巌、村田新八、伊藤博文、木戸孝允、僧月照、江藤新平らが訪ねてきている。また、福岡の女流歌人であり勤王家でもある野村望東尼も実美公に面会を求め許されているが、邸前の案内看板には坂本龍馬も訪ねたと記されている。
この延寿王院は同じく菅原道真を祀る筑後の水田天満宮にもあり、久留米水天宮の宮司であった真木保臣の弟である大鳥居理兵衛が水田天満宮に養子にいった先でもある。このことから久留米藩の藩政改革で蟄居を命じられた真木は水田天満宮で謹慎生活を送っているが、ここには筑前福岡藩の平野国臣や、浪士隊を結成した清河八郎も真木を訪ねてきている。